# Rosoux-Gare
Rosoux-Gare dont le nom néerlandais est Jeuk-Station, est un hameau de la frontière linguistique dans les sections  Goyer (en néerlandais : Jeuk) et de Rosoux (en néerlandais : Roost) . On connait aussi le hameau sous les noms francophones de Goyer-Gare et Rosoux-Goyer ainsi que sur les noms néerlandophones Roost-Station, Jeuk-Roost ou Jeuk-Rosoux.
Le hameau a été construit dans la première moitié du 20e siècle près de la gare de Rosoux - Goyer. Cette gare a été fermée pour le transport des voyageurs en 1984.
La présence de la gare a permis une certaine concentration des activités sur ce site. On y trouva une grande buanderie, une usine de boissons, quelques hangars de stockage et un haut silo (la tour Zullac) destiné aux produits agricoles. Il a été prévu de concentrer à cet endroit l'activité agricole, en particulier les hangars de stockage, de la commune de Gingelom.

## Villages à proximité
Bettincourt, Borlo, Corswarem, Goyer, Petit-Goyer, Rosoux